# Hladomory v Somálsku
Somálsko patří k nejchudším a nejrozvrácenějším zemím světa. Obyvatelé země se musí vedle chudoby (výše somálského HDP se odhaduje pouze na 300-500 USD per capita) či nepříznivých demografických ukazatelů (země dosahuje mj. druhé nejvyšší kojenecké úmrtnosti vůbec) potýkat i s katastrofálními suchy, mnoho let trvajícím konfliktem a stále trvající občanskou válkou. Právě sucha a nekončící konflikt jsou považovány za nejhlavnější příčiny vzniku dalšího problému Somálska, a sice hladomoru.
Nedostatek potravin v zemi či regionu nemusí nutně znamenat hladomor. Ten je poslední fází tzv. potravinové nejistoty. OSN vyhlásí hladomor, až když je splněna následující trojice kritérií:
- alespoň 20 % domácností se potýká s extrémním nedostatkem jídla,
- s akutní podvýživou se potýká více než 30 % lidí,
- denně zemřou minimálně 2 dospělí nebo 4 děti na 10 000 obyvatel.

Vyhlašování hladomoru není zcela běžnou záležitostí. Pro členské země OSN neznamená žádné závazky. OSN si od něj slibuje přilákání pozornosti zbytku světa.

## Hladomor v roce 1991
Somálci se roku 1991 dočkali konce vojenské diktatury, kterou v roce 1969 nastolil Mohamed Siad Barre. Stalo se tak pouze 9 let po vyhlášení nezávislosti roku 1960. Ovšem již v 70. letech se začaly objevovat nepokoje mezi somálskými klany, což ohrožovalo Barreho u moci. Diktátorovi začala klesat podpora, již postupně získávali jeho odpůrci. Během 80. let propukaly mezi uskupeními konflikty. Konflikty a nenávist vůči režimu vyústily ve střetnutí v hlavním městě Mogadišo v roce 1990. Výsledkem bylo ukončení Barreho vlády na počátku následujícího roku.
Konec diktatury rozhodně neznamenal uklidnění situace v zemi. Vypukla občanská válka mezi bývalými odpůrci Barreho, kteří začali usilovat o moc. Kvůli tomu zůstal stát po dlouhá léta bez fungující ústřední vlády. Po předešlých bojích zůstaly zdevastovány hospodářství a infrastruktura země. Navíc v onom revolučním roce 1991 postihlo Somálsko velké sucho. Všechny tyto faktory se podepsaly na vzniku hladomoru. Ten si dle odhadů vyžádal na 300 000 obětí. K jeho vzniku vedle války a sucha přispěly i rostoucí ceny základních potravin a neobdělávání zemědělské půdy.

## Hladomor v roce 2011
Hladomor, který postihl Somálsko v roce 1991, nebyl bohužel jediný. Velmi nestabilní politická situace v zemi, formování radikálních islámských skupin a nejhorší sucho za posledních 60 let zapříčinily vznik dalšího hladomoru roku 2011, jenž si vyžádal 250 000 mrtvých. Extrémní sucho způsobilo nedostatek potravin i v dalších zemích Afrického rohu.

### Pokračující konflikt
Konec Barreho diktatury rozhodně neznamenal uklidnění situace v zemi. Pro zajištění humanitární pomoci a bezpečnosti začaly v zemi působit OSN a USA. Situaci se jim však uklidnit nepodařilo a Somálsko zůstalo po jejich odchodu v roce 1995 v ještě větším chaosu. Mezinárodní společenství se však i nadále pokoušelo stát stabilizovat. Konaly se konference, jejichž cílem bylo obnovení vlády v Somálsku. Žádná z vlád však nevydržela u moci dlouho. Společně se Somálskou prozatímní federální vládou (od r. 2004) se začaly v zemi formovat radikální islámská uskupení. Nejznámějším a dodnes působícím uskupením se stala teroristická skupina Al-Šabáb (Aš-Šabáb), která má vazby na Al-Kajdu. Teroristé byli v roce 2011 vytlačeni z velkých měst a dnes působí především v jižních venkovských oblastech. Dávají o sobě vědět bombovými útoky či bráněním poskytnutí humanitární pomoci v oblastech pod jejich kontrolou. Od roku 2012 funguje v zemi alespoň částečně ústřední vláda a byla i přijata provizorní ústava.

### Devastující sucho
V roce 2011 čelilo Somálsko a okolní země nejkatastrofálnějšímu suchu za posledních 60 let. Dotklo se více než 13 milionů lidí. Srážkové úhrny za začátku roku dosáhly v některých oblastech pouze 30 % normálu. V Somálsku vyústilo sucho v neúrodu, která byla jen třetinová oproti průměru z let 1995-2010. Docházelo k úhynu hospodářských zvířat. Raketově rostly ceny potravin a PHM. Somálské ceny vzrostly až o 240 % během jediného roku.
Válka, sucho a hlad vyhnaly na statisíce Somálců ze svých domovů. Podle odhadů jich tak učinilo 2,5 milionů. Větší část z nich zůstala v Somálsku, jiní ho opustili a přemístili se do Keni, Etiopie či Džibutska. Uprchlíci tak však přenesly problémy i do těchto zemí. V těch vznikaly obrovské uprchlické tábory, kde se lidé museli potýkat s nedostatek zdrojů, nemocemi (především spalničkami a cholerou), násilím či střety s místními obyvateli.

## Potravinová krize v roce 2017
Ačkoli byl druhý hladomor v roce 2012 odvolán, neznamená to v žádném případě, že by situace v Somálsku byla stabilizována. V roce 2017, tedy pouze 6 let po hladomoru, se země dostala na pokraj dalšího. Důvody jsou pořád stejné - nekončící občanská válka, působení teroristů, opakující se sucha či rostoucí ceny potravin. Nedostatek potravin se vedle Somálska týká v současnosti i částí Nigérie, Jižního Súdánu a Jemenu. V těchto zemích dohromady žije dle odhadů 20 milionů lidí na pokraji hladomoru.